# Abimbola Alao
Abimbola Alao, née à Ibadan, est une spécialiste de la littérature et auteure nigériane.

## Biographie

### Origines et éducation
Abimbola Gbemi Alao naît dans la ville d'Ibadan au Nigéria. Après sa licence en lettres classiques en 1988 elle obtient une maîtrise en lettres classiques en 1991 à l'Université d'Ibadan. Elle poursuit ses études en écriture créative à l'Université de Plymouth en 2009. Elle bénéficie de la bourse Mayflower 2017 de Plymouth pour effctuer ses recherches sur l'efficacité de l'intervention psychosociale pour la démence. Elle dispose de son doctorat en 2023 à l'Université de Laponie en Finlande à la suite de sa thèse sur la « prévalence de la démence frontotemporale et sur les moyens de sensibiliser à la DFT pour undiagnostic précoce ».

### Carrière professionnelle
Tutrice à l'Institut d'éducation de l'Université de Plymouth, de 2003 à 2007 avant d'être nommée maître de conférence en écriture créative à l'Université de St Mark &amp; St John (MARJON), à Plymouth où elle enseigne pendant 11 ans. En 2008, sa courte pièce, « Legal Stuff », est première au concours d'écriture « 24 Degrees » de la BBC et du Royal Court Theatre. De 2011 à 2012, elle écrit une collection de fables pour le projet KidsOut World Stories  en remportant le prix Talk Talk Digital Heroes 2013 pour l'Est de l'Angleterre,. Traductrice de plusieurs livres pour enfants, Abimbola est professeure et responsable du programme de "StoryWeavers for Dementia " à la Peninsula School of Medicine and Dentistry, à Plymouth,,. En 2015, elle collabore avec la société Alzheimer pour mener un projet de 12 semaines avec des utilisateurs de services dans des cafés mémoire. Ce travail  aboutit à une anthologie intitulée " Narrative Adventures from Plymouth Memory Cafes".

#### Spectacles en direct
Abimbola est aussi conférencière lors d'événements littéraires. Elle se produit sur scène pour raconter des histoires, présenter des comédies musicales radiophoniques et faire de la poésie. Son public est composé d'enfants, de jeunes adultes et d'adultes.

## Œuvres littéraires
Elle est l'auteur de différents livres à savoir : 
- 2023: Desert Haiku, Dear Toriola, Let's Talk About Perimenopause;
- 2019: Trickster Tales for Telling, How to Enhance Your Storytelling With Music;
- 2016: The Legendary Weaver: New Edition;
- 2010: The Goshen Principle: A Shelter in the Time of Storm.

## Récompenses
- 2022: Winner The Box Plymouth After Dark Project[13];
- 2005: BBC 'Breeze' bursary award[14];
- 2008: Royal Court Theatre '24 Degrees' Writing Competition.

### Fiction et non-fiction
- Desert Haiku (2023,  (ISBN 978-1916266827))
- Dear Toriola, Let's Talk About Perimenopause (2019,  (ISBN 978-0954625580))
- Trickster Tales for Telling (2016,  (ISBN 9780954625542))[15]
- How to Enhance Your Storytelling With Music (2016,  (ISBN 9781452003139))[16]
- The Legendary Weaver: New Edition (2011,  (ISBN 9780954625504))[17]
- The Goshen Principle: A Shelter in the Time of Storm (2010,  (ISBN 9781452003139))[18]
- World Stories (2011)[19]
- The Legendary Weaver (2003,  (ISBN 9780954625504))[17]

#### Traductions
- Hansel and Gretel: "Hansel ati Gretel" Dual Language Yoruba translation by Abimbola Alao. (2005) Mantra Lingua.
- The little Red Hen and the Grains of Wheat: Adie Pupa Kekere ati Eso Alikama' Dual Language Yoruba translation by Abimbola Alao. (2005) Mantra Lingua.
- Floppy's Friends:  "Awon ore e Floppy" Dual Language Yoruba translation by Abimbola Alao. (2004) Mantra Lingua.
- Nita Goes to Hospital:  'Nita lo si ile iwosan' Dual Language Yoruba translation by Abimbola Alao. (2005) Mantra Lingua.
- Grandma's Saturday Soup:  'Obe Ojo Abameta Mama Agba' Dual Language Yoruba translation by Abimbola Alao. (2005) Mantra Lingua.
- Welcome to the world baby:  'Kaabo sinu aye Omo titun' Dual Language Yoruba translation by Abimbola Alao. (2005) Mantra Lingua.
- My Talking Dictionary & Interactive CD ROM Yoruba & English – Yoruba translation by Abimbola Alao. (2005) Mantra Lingua.